# 1990 UQ
1990 UQ är en asteroid som korsar Jordens och Mars omloppsbanor. Den upptäcktes 20 oktober 1990 av den australiensiske astronomen Robert H. McNaught vid Siding Spring-observatoriet.
Den tillhör asteroidgruppen Apollo.